# جبورندي عثكولي
جبورندي عثكولي (الاسم العلمي:Pilocarpus racemosus) هو نوع من النباتات يتبع جنس الجبورندي من الفصيلة السذابية.